# Благодатное (Тюменская область)
Благодатное — деревня в Казанском районе Тюменской области России. Входит в состав Ильинского сельского поселения.

## География
Деревня находится на юге Тюменской области, в пределах юго-западной части Западно-Сибирской низменности, в подзоне южной лесостепи, на северном берегу озера Бугрового, вблизи государственной границы с Казахстаном, на расстоянии примерно 26 километров (по прямой) к юго-западу от села Казанского, административного центра района. Абсолютная высота — 132 метра над уровнем моря.

### Климат
Климат континентальный с холодной продолжительной зимой и тёплым относительно коротким летом. Средняя температура воздуха самого холодного месяца (января) — −18 °C (абсолютный минимум — −45 °C). В летние месяцы температура может повышаться до 40 °C. Безморозный период длится в среднем 115—125 дней. Среднегодовое количество атмосферных осадков составляет 350 мм, из которых большая часть выпадает в тёплый период.

## Население
| 2010 |
| ---- |
| 287  |

### Половой состав
По данным Всероссийской переписи населения 2010 года в половой структуре населения мужчины составляли 50,2 %, женщины — соответственно 49,8 %.

### Национальный состав
Согласно результатам переписи 2002 года, в национальной структуре населения русские составляли 55 % из 309 чел., казахи — 38 %.